# Tenthredo
Tenthredo är ett släkte av steklar som beskrevs av Carl von Linné 1758. Tenthredo ingår i familjen bladsteklar.
Släktet Tenthredo indelas i:
- Tenthredo aaliensis
- Tenthredo amoena
- Tenthredo amurica
- Tenthredo arctica
- Tenthredo arcuata
- Tenthredo atra
- Tenthredo balteata
- Tenthredo bifasciata
- Tenthredo bipunctula
- Tenthredo brevicornis
- Tenthredo campestris
- Tenthredo colon
- Tenthredo crassa
- Tenthredo devia
- Tenthredo distinguenda
- Tenthredo eburata
- Tenthredo eburneifrons
- Tenthredo fagi
- Tenthredo ferruginea
- Tenthredo livida
- Tenthredo mandibularis
- Tenthredo mesomela
- Tenthredo mioceras
- Tenthredo moniliata
- Tenthredo neobesa
- Tenthredo notha
- Tenthredo obsoleta
- Tenthredo olivacea
- Tenthredo omissa
- Tenthredo scrophulariae
- Tenthredo silensis
- Tenthredo temula
- Tenthredo velox
- Tenthredo vespa
- Tenthredo zona
- Tenthredo zonula

## Bildgalleri

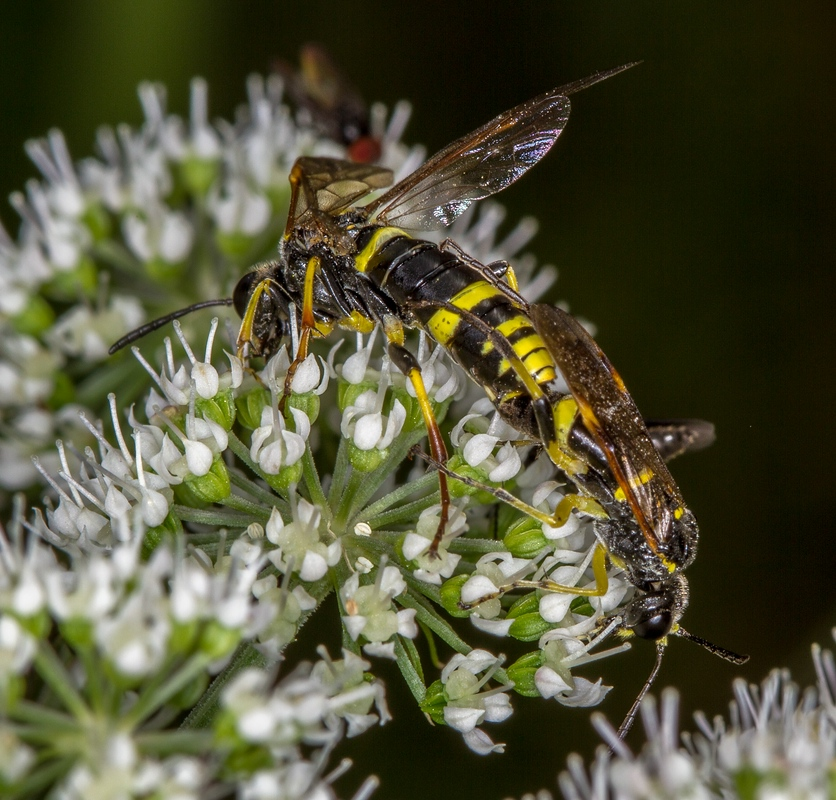
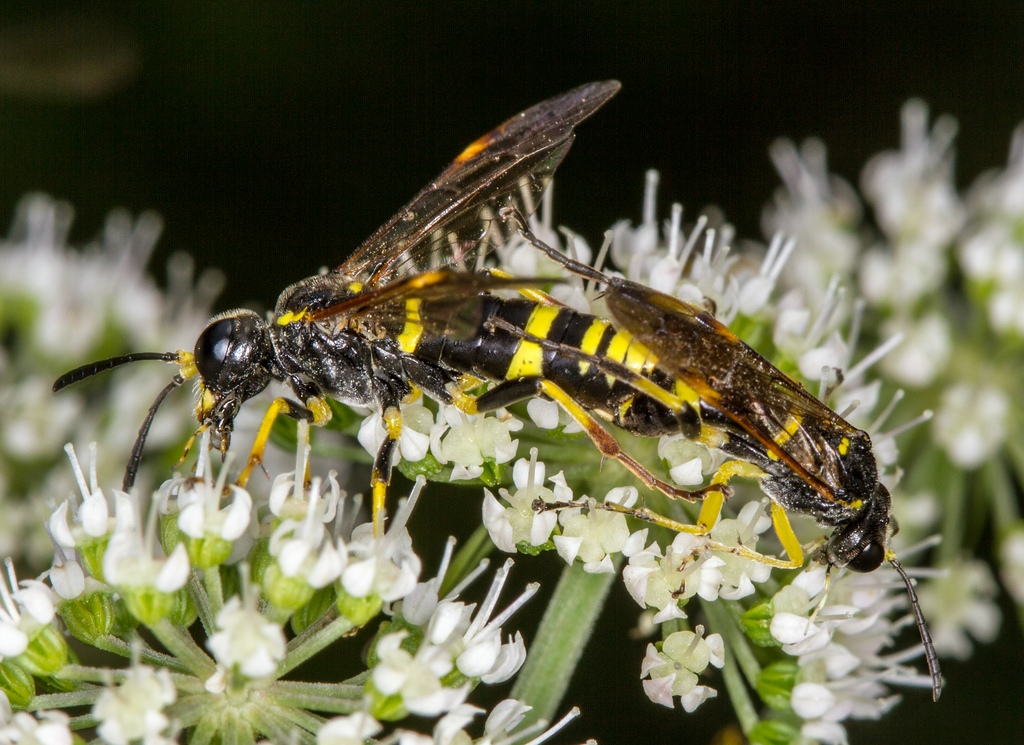
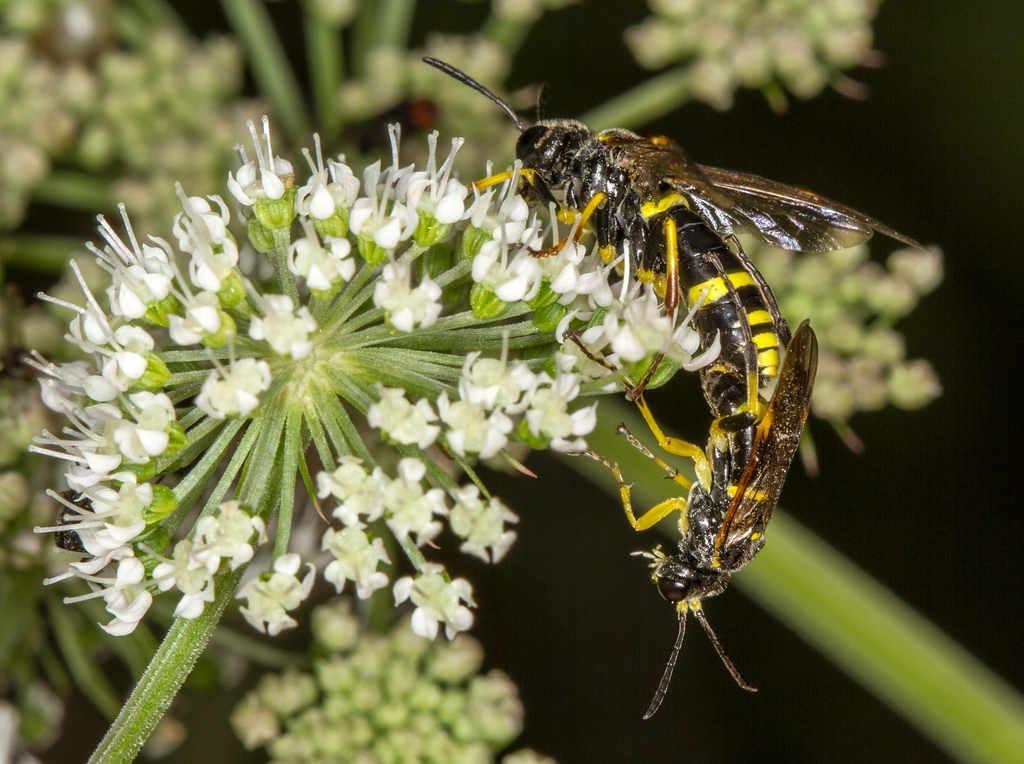
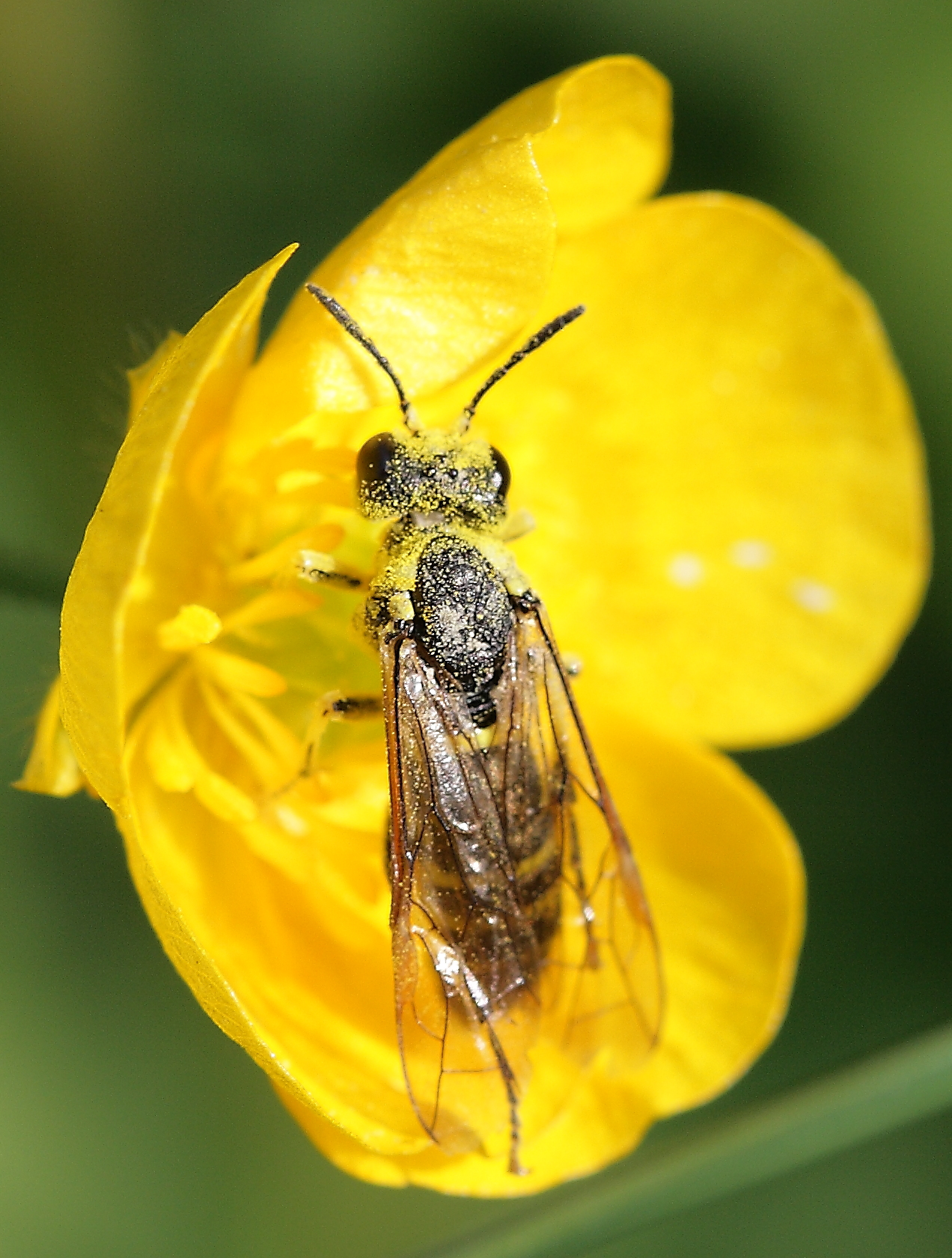
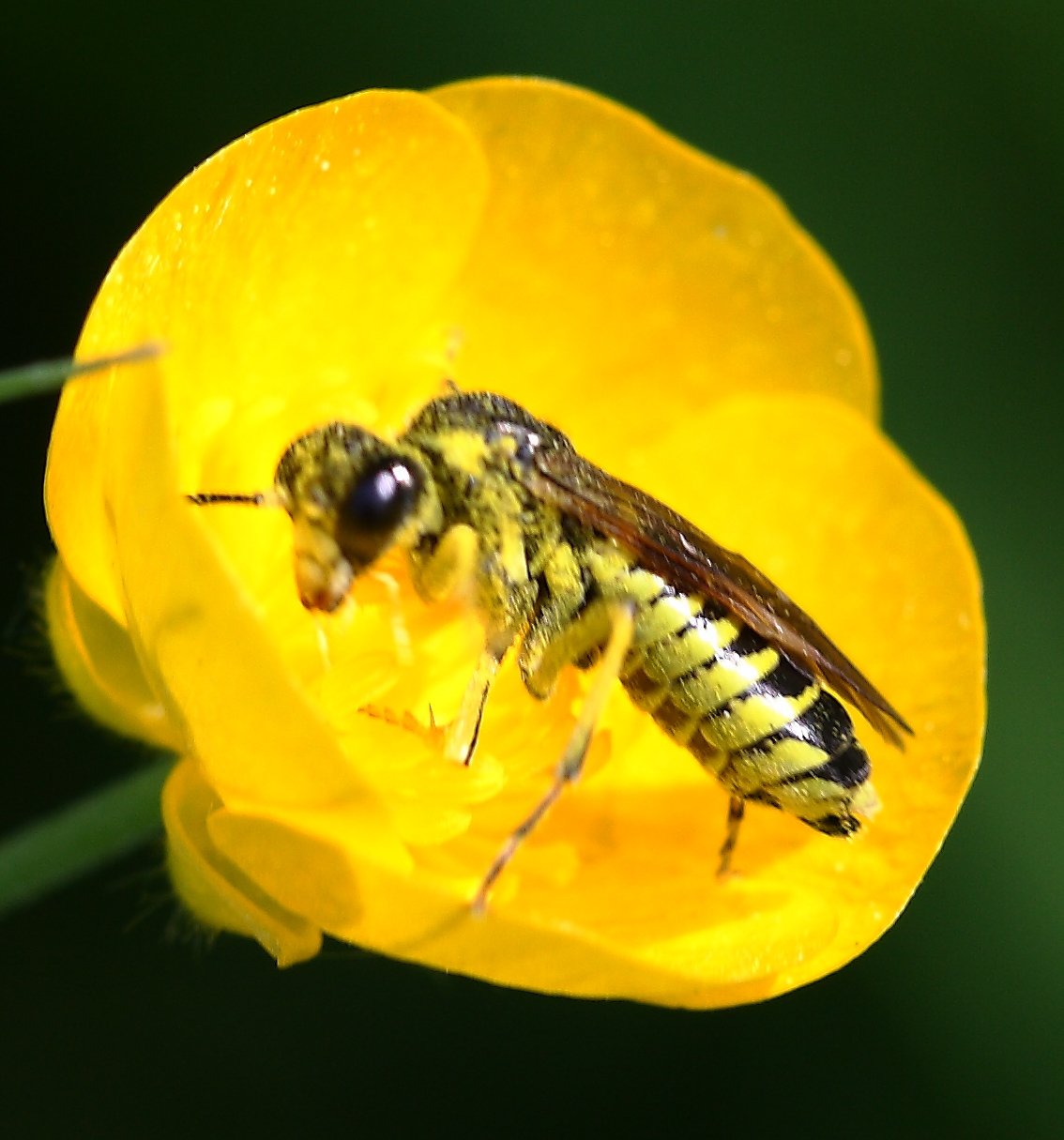
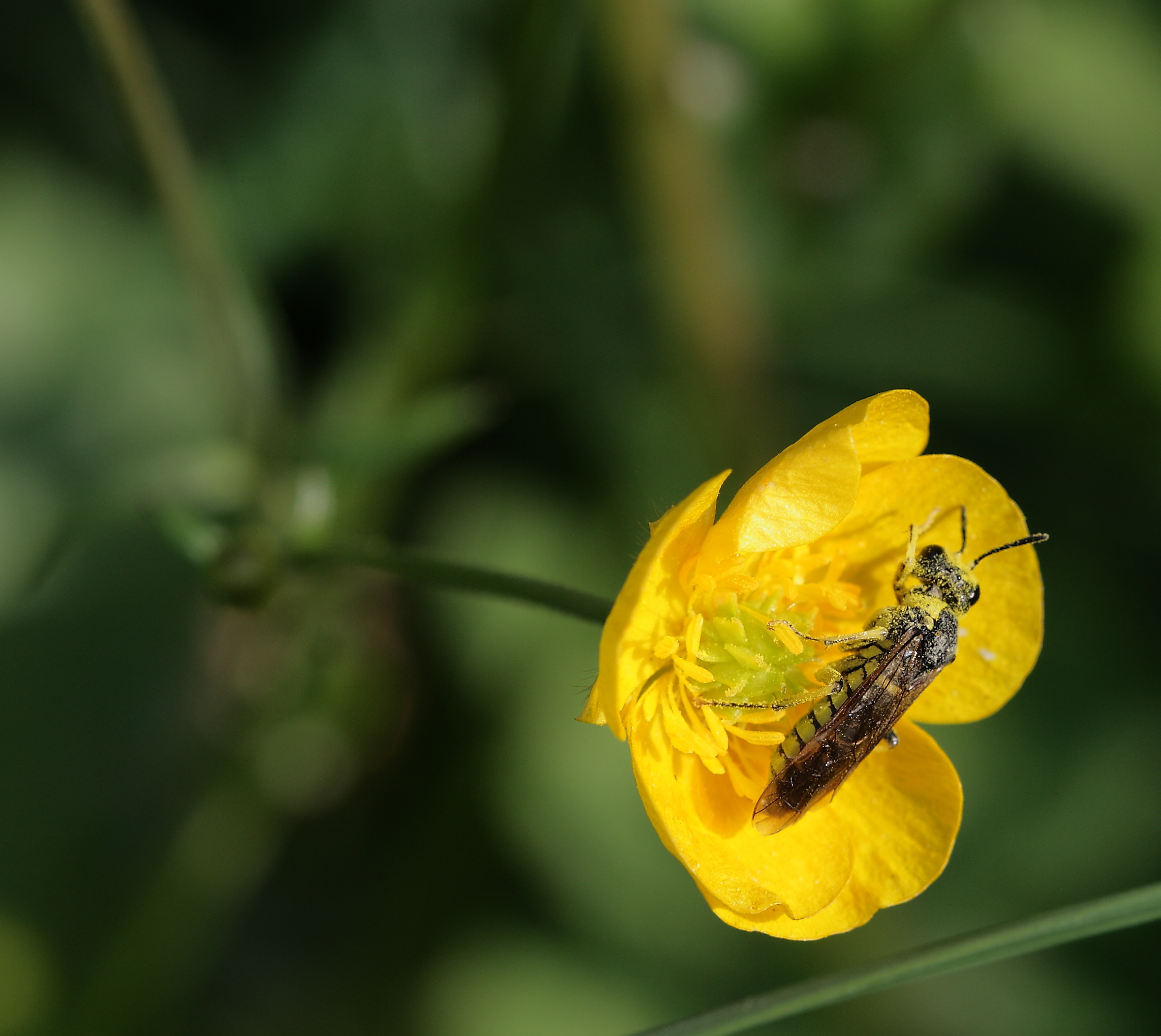